# Sebastiano Siviglia
Sebastiano Siviglia (Palizzi, 29 marzo 1973) è un dirigente sportivo, allenatore di calcio ed ex calciatore italiano, di ruolo difensore, collaboratore tecnico dell'Al-Hilal.

## Carriera

### Giocatore
Dopo gli esordi nell'Audax Ravagnese di Reggio Calabria, ha giocato in diverse squadre italiane come Parma, Nocerina, Verona, Atalanta, Roma e Lecce.
Nel 2004, all'età di 31 anni, è stato uno dei primi acquisti della Lazio nell'era Lotito (con la formula del prestito); esordisce con la maglia numero 5 nella stagione 2004-2005 sotto la guida di Mimmo Caso prima e Giuseppe Papadopulo poi. Al termine di quell'annata torna alla sua società di appartenenza, ovvero il Parma, venendo però messo fuori rosa finché non viene svincolato dalla società ducale a mercato estivo concluso. Siviglia quindi si accorda nuovamente con la Lazio, che dall'agosto 2005 lo mette sotto contratto. Nella stagione 2005-2006 indossa la maglia numero 13, quella che per i tifosi biancocelesti è il simbolo dello storico capitano Alessandro Nesta, e gioca sotto la direzione del tecnico riminese Delio Rossi. Nell'annata successiva riesce a mettere a segno ben 3 reti in 32 gare. Nella stagione 2007-2008 colleziona 22 presenze in campionato realizzando anche un gol in casa della Juventus. L'anno seguente, alla quarta giornata di campionato, realizza la rete del definitivo 3-0 sulla Fiorentina. Nella stagione 2009-2010 Siviglia viene nominato vice-capitano della squadra, allenata all'inizio da Davide Ballardini e poi da Edy Reja; un suo gol contro la Fiorentina, messo a segno di tacco sugli sviluppi di un calcio d'angolo, ha permesso alla Lazio di pareggiare il match per 1-1. Al termine della stagione, dopo 158 presenze e 10 gol in serie A  con la maglia laziale, non rinnova il contratto.
Rimasto in regime di svincolo, il centrale calabrese decide di fermarsi per un periodo dal calcio giocato.
Da gennaio 2011 riprende ad allenarsi con la Reggina, che valuta un suo eventuale tesseramento. Pochi giorni dopo, però, Siviglia annuncia il ritiro.

### Dopo il ritiro

#### Allenatore
Da febbraio 2012 la Nocerina lo ingaggia come tecnico della squadra Primavera.
Il 10 dicembre 2012 inizia a frequentare a Coverciano il corso di abilitazione per il master di allenatori professionisti Prima Categoria-Uefa Pro.
Il 10 agosto 2013 viene ingaggiato dalla Lazio come allenatore della squadra della categoria Giovanissimi Regionali. L'annata successiva siede invece sulla panchina degli Giovanissimi Nazionali.
Il 12 luglio 2016 viene ufficializzato la sua nomina come allenatore della Primavera della Ternana. Il 12 agosto 2016 viene promosso a tecnico della prima squadra a seguito dell'esonero di Christian Panucci; due giorni dopo gli viene preferito Benny Carbone.
Nell'agosto 2018 è chiamato ad allenare la Primavera del Lecce.
L'8 luglio 2021 firma per il Carpi, in Serie C, ma dopo poche settimane il club viene escluso dal campionato.
Il 13 giugno 2022 viene annunciato come nuovo allenatore del Potenza militante in Serie C. Il 24 ottobre successivo, dopo appena 1 gara vinta in 10 giornate e la squadra al quartultimo posto con 9 punti, viene esonerato.
Nel giugno 2025 viene ingaggiato dall’Al-Hilal come collaboratore di Simone Inzaghi, suo compagno di squadra alla Lazio.

#### Dirigente
Il 27 gennaio 2016 viene nominato club manager della Ternana, prendendo de facto il posto di Guglielmo Acri.

## Statistiche

### Presenze e reti nei club
| Stagione        | Squadra         | Campionato      | Campionato | Campionato | Coppe nazionali | Coppe nazionali | Coppe nazionali | Coppe continentali | Coppe continentali | Coppe continentali | Altre coppe | Altre coppe | Altre coppe | Totale | Totale |
| Stagione        | Squadra         | Comp            | Pres       | Reti       | Comp            | Pres            | Reti            | Comp               | Pres               | Reti               | Comp        | Pres        | Reti        | Pres   | Reti   |
| --------------- | --------------- | --------------- | ---------- | ---------- | --------------- | --------------- | --------------- | ------------------ | ------------------ | ------------------ | ----------- | ----------- | ----------- | ------ | ------ |
| 1989-1990       | Audax Ravagnese | Int.            | 23         | 0          | CI-D            | ?               | ?               | -                  | -                  | -                  | -           | -           | -           | 23+    | 0+     |
| 1990-1991       | Parma           | A               | 0          | 0          | CI              | 0               | 0               | -                  | -                  | -                  | -           | -           | -           | 0      | 0      |
| 1991-1992       | Parma           | A               | 0          | 0          | CI              | 0               | 0               | CU                 | 0                  | 0                  | -           | -           | -           | 0      | 0      |
| 1992-1993       | Parma           | A               | 0          | 0          | CI              | 0               | 0               | CdC                | 0                  | 0                  | SI          | 0           | 0           | 0      | 0      |
| 1993-1994       | Nocerina        | CND             | 24         | 0          | CI-D            | ?               | ?               | -                  | -                  | -                  | -           | -           | -           | 24+    | 0+     |
| 1994-1995       | Nocerina        | C2              | 33         | 2          | CI-C            | ?               | ?               | -                  | -                  | -                  | -           | -           | -           | 33+    | 2+     |
| 1995-1996       | Nocerina        | C1              | 30+2       | 0          | CI-C            | ?               | ?               | -                  | -                  | -                  | -           | -           | -           | 32+    | 0+     |
| Totale Nocerina | Totale Nocerina | Totale Nocerina | 87+2       | 2          |                 | ?               | ?               |                    | -                  | -                  |             | -           | -           | 89+    | 2+     |
| 1996-1997       | Verona          | A               | 30         | 1          | CI              | 2               | 0               | -                  | -                  | -                  | -           | -           | -           | 32     | 1      |
| 1997-1998       | Verona          | B               | 28         | 0          | CI              | 4               | 1               | -                  | -                  | -                  | -           | -           | -           | 32     | 1      |
| Totale Verona   | Totale Verona   | Totale Verona   | 58         | 1          |                 | 6               | 1               |                    | -                  | -                  |             | -           | -           | 64     | 2      |
| 1998-1999       | Atalanta        | B               | 32         | 1          | CI              | 6               | 0               | -                  | -                  | -                  | -           | -           | -           | 38     | 1      |
| 1999-2000       | Atalanta        | B               | 30         | 1          | CI              | 7               | 0               | -                  | -                  | -                  | -           | -           | -           | 37     | 1      |
| 2000-2001       | Atalanta        | A               | 26         | 0          | CI              | 7               | 0               | -                  | -                  | -                  | -           | -           | -           | 33     | 0      |
| 2001-2002       | Roma            | A               | 5          | 0          | CI              | 1               | 0               | UCL                | 1                  | 0                  | SI          | 0           | 0           | 7      | 0      |
| 2002-gen. 2003  | Parma           | A               | 2          | 0          | CI              | 1               | 0               | CU                 | 1                  | 0                  | SI          | 0           | 0           | 4      | 0      |
| gen.-giu. 2003  | Atalanta        | A               | 17+1       | 0          | CI              | -               | -               | -                  | -                  | -                  | -           | -           | -           | 18     | 0      |
| Totale Atalanta | Totale Atalanta | Totale Atalanta | 105+1      | 2          |                 | 20              | 0               |                    | -                  | -                  |             | -           | -           | 126    | 2      |
| 2003-2004       | Lecce           | A               | 31         | 0          | CI              | 0               | 0               | -                  | -                  | -                  | -           | -           | -           | 31     | 0      |
| 2004-2005       | Lazio           | A               | 29         | 2          | CI              | 1               | 0               | CU                 | 3                  | 0                  | -           | -           | -           | 33     | 2      |
| lug.-ago. 2005  | Parma           | A               | 0          | 0          | CI              | 2               | 0               | -                  | -                  | -                  | -           | -           | -           | 2      | 0      |
| Totale Parma    | Totale Parma    | Totale Parma    | 2          | 0          |                 | 3               | 0               |                    | 1                  | 0                  |             | -           | -           | 6      | 0      |
| 2005-2006       | Lazio           | A               | 31         | 1          | CI              | 2               | 0               | -                  | -                  | -                  | -           | -           | -           | 33     | 1      |
| 2006-2007       | Lazio           | A               | 32         | 3          | CI              | 2               | 0               | -                  | -                  | -                  | -           | -           | -           | 34     | 3      |
| 2007-2008       | Lazio           | A               | 19         | 1          | CI              | 6               | 0               | UCL                | 2                  | 0                  | -           | -           | -           | 27     | 1      |
| 2008-2009       | Lazio           | A               | 27         | 2          | CI              | 5               | 0               | -                  | -                  | -                  | -           | -           | -           | 32     | 2      |
| 2009-2010       | Lazio           | A               | 20         | 1          | CI              | 0               | 0               | UEL                | 3                  | 0                  | SI          | 1           | 0           | 33     | 2      |
| Totale Lazio    | Totale Lazio    | Totale Lazio    | 158        | 10         |                 | 16              | 0               |                    | 8                  | 0                  |             | 1           | 0           | 183    | 10     |
| Totale carriera | Totale carriera | Totale carriera | 472        | 15         |                 | 46+             | 1+              |                    | 10                 | 0                  |             | 1           | 0           | 429+   | 16+    |

### Statistiche da allenatore
Statistiche aggiornate al 24 ottobre 2022.
| Stagione        | Squadra         | Campionato      | Campionato | Campionato | Campionato | Campionato | Coppe nazionali | Coppe nazionali | Coppe nazionali | Coppe nazionali | Coppe nazionali | Coppe continentali | Coppe continentali | Coppe continentali | Coppe continentali | Coppe continentali | Altre coppe | Altre coppe | Altre coppe | Altre coppe | Altre coppe | Totale | Totale | Totale | Totale | % Vittorie | Piazzamento |
| Stagione        | Squadra         | Comp            | G          | V          | N          | P          | Comp            | G               | V               | N               | P               | Comp               | G                  | V                  | N                  | P                  | Comp        | G           | V           | N           | P           | G      | V      | N      | P      | %          | Piazzamento |
| --------------- | --------------- | --------------- | ---------- | ---------- | ---------- | ---------- | --------------- | --------------- | --------------- | --------------- | --------------- | ------------------ | ------------------ | ------------------ | ------------------ | ------------------ | ----------- | ----------- | ----------- | ----------- | ----------- | ------ | ------ | ------ | ------ | ---------- | ----------- |
| ago. 2016       | Ternana         | B               | 0          | 0          | 0          | 0          | CI              | 1               | 0               | 0               | 1               | -                  | -                  | -                  | -                  | -                  | -           | -           | -           | -           | -           | 1      | 0      | 0      | 1      | &0,00      | ad interim  |
| ago.-ott. 2022  | Potenza         | C               | 10         | 1          | 6          | 3          | CI-C            | 1               | 0               | 1               | 0               | -                  | -                  | -                  | -                  | -                  | -           | -           | -           | -           | -           | 11     | 1      | 7      | 3      | &9,09      | Eson.       |
| Totale carriera | Totale carriera | Totale carriera | 10         | 1          | 6          | 3          |                 | 2               | 0               | 1               | 1               |                    |                    |                    |                    |                    |             |             |             |             |             | 12     | 1      | 7      | 4      | 8,33       |             |

## Palmarès

### Giocatore

#### Competizioni nazionali
- Serie C2: 1

Nocerina: 1994-1995
- Supercoppa italiana: 2

Roma: 2001
Lazio: 2009
- Coppa Italia: 1

Lazio: 2008-2009